# Saison 3 de Damages
Chronologie
Saison 2 Saison 4
Cet article présente le guide des épisodes de la troisième saison de la série télévisée Damages.

## Synopsis
La saison 3 est conçue sur le même modèle que les deux saisons précédentes : l'intrigue principale se déroule dans le passé et le récit de cette intrigue est entrecoupé de flashes révélant la situation des personnages six mois plus tard.
Les membres de la famille Tobin se retrouvent au cœur d'un scandale politico-financier — fortement inspiré de l'affaire Madoff — et dans le collimateur judiciaire de Patty Hewes. Ellen Parsons a fui l'entourage de la grande avocate pour rejoindre le bureau du procureur de New York, mais l'affaire des Tobin va rapprocher à nouveau les deux femmes.
Le patriarche, Louis Tobin, apprend que l'IRS (le fisc américain) a découvert que le financement de sa société s'est fait par une chaîne de Ponzi. Patty est prête à tout pour trouver l'argent caché de la famille, et découvre que les Tobin ont de nombreux secrets : Louis a caché à sa femme Marilyn, à son fils Joe, ancien alcoolique, et sa fille Carol, la relation qu'il a avec Danielle Marchetti, une femme qui est la seule personne à pouvoir faire le lien entre la famille et leurs fonds secrets.
Les premiers flash forwards de cette saison montrent que l'une des victimes de cette affaire sera Tom Shayes, associé de longue date et homme de confiance de Patty Hewes, qui sera retrouvé mort dans une benne à ordures six mois plus tard.

## Distribution

### Acteurs réguliers
- Rose Byrne (VF : Chantal Macé) : Ellen Parsons
- Glenn Close (VF : Évelyne Séléna) : Patricia « Patty » C. Hewes
- Tate Donovan (VF : Constantin Pappas) : Tom Shayes
- Martin Short (VF : Bernard Bollet) : Leonard Winstone[1]
- Campbell Scott (VF : Sébastien Desjours) : Joseph Tobin Jr.[2]
- Zachary Booth (VF : Julien Bouanich) : Michael Hewes

### Acteurs récurrents
- Ben Shenkman (VF : Jérôme Keen) : Curtis Gates (11 épisodes)
- Lily Tomlin (VF : Pascale Jacquemont) : Marilyn Tobin[1] (10 épisodes)
- Ebon Moss-Bachrach : Nick Salenger (8 épisodes)
- Mädchen Amick (VF : Anne Rondeleux) : Danielle Marchetti (6 épisodes)
- Vanessa Ray (VF : Marie-Eugénie Maréchal) : Tessa Marchetti
- Reiko Aylesworth (VF : Charlotte Marin) : Rachel Tobin[3] (5 épisodes)
- Keith Carradine (VF : Christian Cloarec) : Julian Decker[1] (5 épisodes)
- Len Cariou (VF : Jean-Pierre Gernez) : Louis Tobin (5 épisodes)
- Ted Danson (VF : Gérard Rinaldi) : Arthur Frobisher (4 épisodes)
- Michael Nouri (VF : Guy Chapellier) : Phil Grey (épisode 2)
- Sarah Wynter : Security Specialist[4] (épisodes 3, 4 et 8)
- Matthew Davis (VF : Alexis Victor) : Josh Reston (épisodes 5, 7 et 12)
- Noah Bean (VF : Damien Ferrette) : David Connor (épisode 11)
- Timothy Olyphant (VF : Jean-Pierre Michaël) : Wes Krulik (épisodes 12 et 13)
- Željko Ivanek (VF : Hervé Bellon) : Raymond « Ray » Fiske (épisode 13)

## Épisodes

### Épisode 1:L'Affaire Tobin
- États-Unis : 25 janvier 2010 sur FX Network
- Québec : 25 août 2010 sur AddikTV
- France : 
  - 27 janvier 2011 sur Canal+
  - 30 mai 2013 sur M6
- Suisse : 4 avril 2012 sur TSR1

- États-Unis : 1,43 million de téléspectateurs[5]

Un an après la retraite de Patty chez elle, l'avocate est revenue aux affaires en attaquant Louis Tobin, un homme qui aurait détourné pour plusieurs milliards de dollars sur des investissements frauduleux. Sa famille s'est toujours défendue de savoir quoi que ce soit sur ces transactions ou de l'argent détourné pour eux. Bien que Patty soit totalement consacrée à l'affaire, elle regrette l'absence d'Ellen. Patty n'oublie pas Tom et lui offre de renommer leur cabinet Hewes, Shayes et associés, ce qu'il accepte.
Ellen a rejoint le cabinet du procureur de New York, et travaille à démanteler une affaire de trafic de drogues en utilisant un des revendeurs, que son avocat ordonne de se taire pour protéger son patron. Patty interroge la femme de Louis Biden, qui affirme ne rien savoir ; l'avocate sait qu'elle ment, mais préfère la pousser à avouer en poussant Joe Tobin, son fils, à le faire collaborer. Celui-ci parvient à obtenir un numéro de téléphone de sa mère, numéro qui serait la clé de l'affaire. Joe donne le numéro à Patty en secret.

### Épisode 2:Cas de conscience
- États-Unis : 1er février 2010 sur FX Network
- France : 
  - 27 janvier 2011 sur Canal+
  - 30 mai 2013 sur M6

- États-Unis : 1,022 million de téléspectateurs[6]

Joe Tobin continue à essayer de découvrir les secrets de son père, mais n'y parvient pas. Il se résout donc, pour aider sa famille qui perd tout, à collaborer avec lui, mais en sachant le minimum possible sur le détail des transactions.
Patty et Tom parviennent à retrouver le S.D.F., qui a en sa possession des affaires de Louis Tobin. Ils découvrent ainsi qu'une femme aux initiales D.M.M. serait directement lié à l'affaire, mais aucune personne ne correspond dans les dossiers financiers. Tom demande donc à Ellen de consulter les dossiers du procureur, et elle trouve rapidement la réponse : Danielle Marchetti, une réceptionniste. Joe accuse le coup de découvrir la liaison de son père.
Les deux associés du cabinet Hewes-Shayes ont aussi leurs soucis personnels : Patty est en plein divorce avec Phil, se disputant l'appartement et la garde du chien, et Tom découvre que l'affaire Tobin l'a également ruiné, mais il doit garder cela secret s'il veut continuer à travailler dessus.

### Épisode 3:Dommage collatéral
- États-Unis : 8 février 2010 sur FX Network
- France : 
  - 3 février 2011 sur Canal+
  - 6 juin 2013 sur M6

- États-Unis : 1,075 million de téléspectateurs[7]

Joe Tobin trouve Danielle inconsciente derrière sa voiture juste avant de découvrir que son père veut la faire quitter le pays. Il attend qu'elle se réveille avant d'appeler Lenny Winstone, l'avocat de la famille. Pendant le même intervalle, Patty et Tom essaient de trouver tous les moyens juridiques de retenir Danielle sur le sol américain. Ellen suit l'affaire de loin, partant pour un diner en famille.
La nuit venu, les avocats des deux parties mènent leurs affaires : Patty essaie d'obtenir un mandat du procureur tout en communiquant avec Tom qui cherche la trace de Danielle, pendant que Lenny fait venir un médecin pour ausculter la jeune femme avant d'organiser son possible voyage. Tom manque de les surprendre en trouvant le domicile de Danielle.
Alors que l'état de Danielle semble s'aggraver, Joe, qui a été son amant, choisit de la faire partir, alors qu'un voyage en avion pourrait la tuer. Patty utilise une autre carte de son jeu : elle contacte Lenny pour lui soumettre un communiqué de presse annonçant la liaison de Louis Tobin et Danielle Marchetti. Malgré les enjeux, Lenny affirme que tout est faux. En réalité, Patty voulait faire suivre Lenny pour trouver l'aéroport à partir duquel elle devait partir.

### Épisode 4:Être ou ne pas être
- États-Unis : 15 février 2010 sur FX Network
- France : 
  - 3 février 2011 sur Canal+
  - 6 juin 2013 sur M6

- États-Unis : 873 000 téléspectateurs[8]

Danielle Marchetti a été sauvée, mais elle ne pourra pas témoigner avant une semaine. Patty négocie donc un délai avant la condamnation de Louis Tobin, mais elle n'obtient qu'un jour de plus. Quand Louis Tobin apprend la nouvelle de son avocat, il ne pense qu'à une chose : parler à son fils, mais celui-ci a rejoint sa femme et son fils et refuse de le voir.
Lenny fait surveiller Joe de peur qu'il ne sombre à nouveau dans l'alcoolisme. Joe semble serein chez auprès de sa famille. Louis accepte un nouvel entretien avec Patty Hewes et le procureur, qui fait venir Ellen, alors qu'elle a des soucis avec sa sœur. Lors de l'entretien, Louis admet avoir appelé Danielle Marchetti le soir où il a révélé l'escroquerie à sa famille, mais uniquement pour qu'elle lui ramène des médicaments. Quand Patty affirme que Danielle sait où se trouve l'argent caché, Louis nie. Ellen comprend très vite le jeu de Patty et conseille au procureur de la laisser faire s'ils veulent obtenir l'argent. Patty reprend contact avec son fils, qui affirme avoir un travail grâce à Phil et avoir rompu avec Jill, alors qu'il vit toujours avec elle, est sans emploi et qu'ils attendent un enfant.

### Épisode 5:Bon anniversaire, Patty
- États-Unis : 22 février 2010 sur FX Network
- France : 
  - 10 février 2011 sur Canal+
  - 13 juin 2013 sur M6

- États-Unis : 816 000 téléspectateurs[9]

Une semaine a passé et la famille Tobin enterre Louis. Carol, la fille, est celle qui a le plus de mal à faire son deuil. Joe consulte Lenny en lui montrant le contenu de la lettre adressée à Patty Hewes : des aveux complets et le moyen de retrouver l'argent, qui passerait par Stuart Zedeck. Lenny organise une rencontre tandis que Joe se charge d'annoncer que Louis s'est suicidé à sa mère et sa sœur.
Le procureur et Patty se disputent à qui sera le premier à interroger Danielle Marchetti. Patty accepte un interrogatoire commun, mais à la première occasion, le procureur lui retire son droit de visite pour rétention de preuves. Pendant ce temps, Ellen retrouve Josh Eisner, un reporter rencontré pendant l'affaire UNR et qui cherche à obtenir des informations auprès d'elle.
Dans le cabinet, Patty et Tom, déjà pris par la mise aux enchères du patrimoine des Tobin, cherchent un nouvel associé, et une seule candidate se démarque : Alex Benjamin, une avocate anglaise au cursus impressionnant et que retient Patty parce qu'elle a osé lui inventer une histoire. Patty rencontre plus tard en secret Marilyn Tobin, qui lui apprend un autre lien entre Louis Tobin et Danielle Marchetti : ils ont eu un enfant ensemble. Patty appelle donc Danielle Marchetti pour lui dire de ne pas témoigner devant le procureur si elle veut subvenir aux besoins de sa fille, ce qu'elle fait.
Lenny et Joe ne parviennent pas à voir Stuart Zedeck, qui refuse de collaborer maintenant que la police connait l'existence de Danielle. Carol rend visite à celle-ci, pour parler de la relation entre elle et son père. Peu après, Tom la retrouve morte, empoisonnée par Carol avec le même poison que pour Louis.

### Épisode 6:Merci monsieur Zedeck
- États-Unis : 1er mars 2010 sur FX Network
- France : 
  - 10 février 2011 sur Canal+
  - 13 juin 2013 sur M6

- États-Unis : 965 000 téléspectateurs[10]

Les problèmes financiers de Tom l'incitent, lui comme sa famille, à envisager de revendre une partie de leurs biens. Pendant ce temps, le fait que Patty piétine dans sa recherche de l'argent caché des Tobin pousse le juge à la prévenir qu'elle pourrait être dessaisie du dossier. Elle décide donc de faire appel à Sterling Biddle, un ancien adversaire qu'elle a mis en prison pour un scandale financier. Celui-ci, en échange d'informations, réclame un petit service.
Ellen essaie d'aider le cabinet du procureur à démêler les différents points obscurs autour de l'affaire Tobin, comme l'agression d'un témoin par Joe Tobin ou les morts suspectes de Louis Tobin et Danielle Marchetti, bien qu'elle connaisse déjà la vérité — Patty Hewes a demandé au témoin de provoquer l'agression, et le médecin de famille a fourni le poison pour la mort de Louis Tobin. Patty et Ellen se rencontrent donc à nouveau et discutent d'Alex Benjamin, l'avocate que Patty compte engager si elle rend le service voulu à Biddle.
Joe Tobin force la main de Stuart Zedeck et parvient à le rencontrer. En échange de sa bonne foi, il est prêt à montrer qu'il a accès à l'argent. Au terme d'un jeu de pistes, Joe Tobin découvre une fourrure de zibeline, ce qu'il prend mal et il lui renvoie le vêtement. La fourrure était en fait destinée à la mère de Joe, et Zedeck consent à lui donner une mallette d'argent.

### Épisode 7:Paradis fiscal
- États-Unis : 8 mars 2010 sur FX Network
- France : 
  - 17 février 2011 sur Canal+
  - 20 juin 2013 sur M6

- États-Unis : 924 000 téléspectateurs[11]

Tom a suivi Tessa Marchetti, la fille caché de Louis Tobin, jusqu'à Antigua, et découvre qu'elle se rend une fois par semaine dans une banque. Patty lui conseille de l'interroger directement. Mais la nouvelle de la présence de Tom à Antigua remonte aux oreilles de Stuart Zedeck, ce qui l'inquiète beaucoup.
Pendant ce temps, Patty et Ellen joue un jeu étrange impliquant Alex Benjamin. Patty donne une fausse invitation à Ellen pour montrer qu'elle collabore pleinement avec Alex, et Ellen répond en demandant que Josh Rasner, son amant, fasse un article sur Alex, en sachant pertinemment que cette initiative déplaira à Patty.
Patty prévient Lenny Winstone que s'il ne s'éloigne pas de la famille Tobin, il tombera avec eux. L'avocat part peu après pour rendre visite à une certaine Barbara Wiggins, dont il apprend le décès. Il s'avère qu'elle était sa mère, et que le père de Leonard lui demande d'augmenter les versements d'argent mensuels qu'il faisait, sous peine de déterrer ses secrets.
Tom croit comprendre comment les transactions ont lieu : Tessa a la double nationalité américaine et antiguaise, ce qui lui permet de retirer de l'argent en dollars américains dans une banque d'Antigua, mais elle signe un document en trop, ce qu'elle ignore. Pour y avoir accès, il trouve un contact prêt à l'aider en échange de visas, mais celui-ci se rétracte, menacé par un homme de main de Zedeck. Cet homme, Horatio Emanuel, est aussi un employé de la Commission de régulation des services financiers, et c'est lui que Patty rencontre quand elle a l'autorisation de consulter les comptes de Tessa.

### Épisode 8:Un homme nouveau
- États-Unis : 15 mars 2010 sur FX Network
- France : 
  - 17 février 2011 sur Canal+
  - 20 juin 2013 sur M6

- États-Unis : 967 000 téléspectateurs[12]

Patty et Tom comprennent que l'homme envoyé par la banque d'Antigua ne les aidera pas, et doivent se satisfaire des documents fournis par Tessa Marchetti. Cependant, un autre problème se pose pour les Tobin comme pour le cabinet Hewes : Carol Tobin a disparu, et d'un côté comme de l'autre, on la soupçonne d'avoir tué Danielle Marchetti. Ellen aide Patty et Tom à la retrouver.
Ellen rencontre aussi par hasard que Michael, le fils de Patty, a mis Jill enceinte. Elle l'annonce à Patty sur un air désintéressé, et Patty feint de ne pas être surprise. Quand elle le voit de ses yeux, elle mène son enquête sur Jill et découvre ses secrets (elle a eu deux filles avec son ex-mari, et est sous le coup d'une injonction la déclarant incapable d'être mère). Elle propose donc de payer Jill pour qu'elle disparaisse, offre que la peintre refuse. Michael a des soupçons, mais Jill parvient à le calmer.
Pendant ce temps, Arthur Frobisher, ancien adversaire de Patty Hewes, remonte la pente : il a monté une entreprise promouvant l'énergie éolienne et cherche à redorer son image. Seul un acteur comique lui répond favorablement, et accepte de faire la publicité de l'entreprise si Frobisher lui cède les droits sur son livre pour en faire un film.

### Épisode 9:L'Envers du décor
- États-Unis : 22 mars 2010 sur FX Network
- France : 
  - 24 février 2011 sur Canal+
  - 27 juin 2013 sur M6

- États-Unis : 925 000 téléspectateurs[13]

Carol Tobin est toujours cachée par Leonard Winstone dans l'appartement, mais celle-ci est terrorisée et ressasse sa culpabilité. Lenny la ramène alors chez son ancien psychologue, sans savoir que Patty la fait surveiller. Elle parvient donc à la rencontrer secrètement, et découvre que les affaires que Lenny Winstone a mis aux ordures lui ont été données chez Danielle Marchetti par Tessa, qui leur avait affirmé ne pas être là.
Ellen collabore pleinement avec Patty et Tom, mais les ennuis de sa sœur la rattrapent : elle est arrêtée pour détention de drogues. Ellen voit sa sœur puis sa mère l'implorer de l'aider, mais étant lié au bureau du procureur, elle ne peut rien faire sans mettre en danger sa carrière. Elle demande donc de l'aide à Patty.

### Épisode 10:Mensonges et Trahison
- États-Unis : 29 mars 2010 sur FX Network
- France : 
  - 24 février 2011 sur Canal+
  - 27 juin 2013 sur M6

- États-Unis : 654 000 téléspectateurs[14]

Ellen fait des rêves à propos d'une femme. Sa mère lui dit qu'elle aurait été sa nourrice mais reste très évasive. Cette affaire l'inquiète, mais elle doit aider sa sœur, et fait donc appel aux ressources de Patty. Elle découvre alors que sa sœur revend de la drogue depuis longtemps, et pour cela, refuse finalement de l'aider.
Les plaignants de l'affaire Tobin sont mécontents des résultats de Patty, et souhaitent la récuser. Patty négocie avec le juge, qui lui laisse une semaine. Tom, inquiet de devoir vendre ses biens, décide seul de faire pression sur Tessa Marchetti en lui affirmant que les Tobin ont tué sa mère. La jeune femme accourt dans le bureau du procureur. Ellen gère la situation, mais doit demander à un de ses collaborateurs, qui a compris qu'Ellen et Patty collaborent, de se taire. Celui-ci accepte, avant de se rendre dans le bureau du procureur.
Lenny Winstone voit son père lui réclamer l'argent qu'il ne lui donne pas, et Marilyn Tobin vouloir s'investir dans une fondation qui refuse de s'associer plus avec elle. Quand Lenny apprend que Stuart Zedeck est dans le conseil de la fondation, il l'appelle pour qu'il intervienne, ce qu'il fait en refusant à son tour, afin de calmer l'atmosphère. Lenny accepte finalement de payer secrètement son père avec l'argent des Tobin.

### Épisode 11:Trouble passé
- États-Unis : 5 avril 2010 sur FX Network
- France : 
  - 3 mars 2011 sur Canal+
  - 4 juillet 2013 sur M6

- États-Unis : 745 000 téléspectateurs[15]

Ellen retrouve Anne Connel, qui lui révèle une partie de son passé : Ellen a été envoyée chez elle à l'âge de 5 ans par ses parents après des difficultés familiales, et Anne Connel aurait pu adopter Ellen si les parents biologiques ne s'étaient pas rétractés.
À New York, Tessa Marchetti a été arrêtée pour un motif douteux, ce que ne manque pas de soulever Patty Hewes, avocate choisie par Tessa pour se défendre. Cette histoire fait néanmoins réfléchir Patty quant à la personne qui a commis l'erreur de forcer la main de Tessa. Quand Ellen s'accuse, Patty la chasse de sa vie. Ellen reçoit ensuite des congés forcés de la part du procureur pour la dissimulation de preuves.
Patty, Tom et Alex Benjamin interrogent Tessa et parviennent à la convaincre de tout leur avouer. En réalité, le choix de Tessa comme passeuse d'argent fut pris par Louis Tobin, forcé de précipiter son plan de blanchiment d'argent. La nuit de Thanksgiving, Lenny a jeté les affaires de Louis Tobin à la benne pour faire disparaitre toute trace de la présence de Louis chez Danielle Marchetti. Mais la seule preuve se trouve à Antigua, sur les documents que Tessa signe hebdomadairement. La jeune femme accepte de collaborer.
C'est sans compter sur Joe Tobin, inquiet de voir qu'il pourrait perdre tout leur argent. Lenny conseille à Marilyn de raisonner son fils, qui veut commettre l'irréparable, alors que Joe ignore que Tessa n'est pas la fille de Louis, mais la sienne. Marilyn n'en fera rien, laissant Joe donner l'ordre à Horatio Emanuel de tuer Tessa.

### Épisode 12:Rupture d’équilibre
Timothy Busfield
- États-Unis : 12 avril 2010 sur FX Network
- France : 
  - 3 mars 2011 sur Canal+
  - 4 juillet 2013 sur M6

- États-Unis : 760 000 téléspectateurs[16]

Avec la mort de Tessa Marchetti, le juge Reilly accepte de laisser l'affaire entre les mains de Patty, mais il lui révèle aussi que Tom est une des victimes de l'affaire. En conséquence, Tom est obligé de démissionner. Patty et Ellen, qui est retourné travailler avec le procureur, n'ont plus qu'un seul plan d'attaque : briser les liens familiaux des Tobin.
La mort de Tessa remue beaucoup le clan Tobin : Joe décide de prendre le contrôle total des affaires, laissant sur la touche Stuart Zedeck, pourtant seul habilité à retirer l'argent blanchi, et Lenny Winstone s'inquiète quand il réalise que Marilyn a laissé sa petite-fille se faire tuer. Mais un autre élément va tout perturber : Albert Wiggins, le père biologique de Lenny Winstone, prélève de l'argent des Tobin avec la participation de son fils. Quand celui-ci le libère sous caution après une arrestation pour ivresse, l'affaire remonte aux oreilles de Josh Reston qui confie l'affaire à Ellen en échange de l'exclusivité sur l'affaire. Ellen découvre ainsi le secret de Leonard Winstone : il s'appelle Lester Wiggins, et a pris l'identité d'un jeune diplômé de droit dans un accident de voiture pour fuir son père, criminel recherché. Quand Ellen donne l'information à Joe Tobin, celui-ci renvoie Lenny, malgré le statut d'homme de confiance de Louis Tobin.
Tom est chassé de sa maison et sans ressources. Quand Lenny Winstone est éloigné des Tobin, il propose un marché à Tom : il lui offre l'argent des Tobin en échange de l'immunité. Tom accepte et reçoit un sac rempli d'argent liquide le lendemain, dans un appartement au nom de Leonard Winstone. Le plan de tom est donc en place ; c'est en réalité lui qui a révélé son statut de victime des Tobin au juge Reilly, de façon à résoudre l'affaire sans impliquer Patty.
Patty reçoit la visite de son fils, qui lui confirme qu'elle sera grand-mère. Plus tard, Jill l'appelle et lui soutire un demi-million de dollars pour qu'elle parte, ce qu'elle ne fait pas. Terry Brooke vient aussi avec des questions sur les révélations de Frobisher. Patty et Ellen font le rapprochement avec Rick Messer, et confient l'affaire au procureur, découvrant ainsi le lien avec Wes Krulik.

### Épisode 13:Fin de règne
- États-Unis : 19 avril 2010 sur FX Network
- France : 
  - 10 mars 2011 sur Canal+
  - 11 juillet 2013 sur M6

- États-Unis : 906 000 téléspectateurs[17]

Lenny Winstone conclut son accord avec Ellen et Tom, alors que Patty découvre que Jill lui a menti en restant avec Michael. L'avocat de Zedeck découvre que Lenny a fait un retrait d'argent, ce qui les inquiète beaucoup. Ellen retrouve Wes Krulik, qui lui avoue qu'il a tué Rick Messer parce qu'il travaillait pour Frobisher, raison pour laquelle Messer a tué David Connor. Elle décide de laisser aller, mais lui va voir Frobisher pour lui faire avouer son implication et lui suggérer de se rendre. Frobisher est finalement dénoncé par Wes, qui se rend lui aussi à la police. 
Patty a des doutes alors que l'affaire est sur le point d'être résolue. Quand Joe apprend à sa mère que Lenny les a trahis, elle refuse de le croire, lui expliquant comment l'affaire a commencé : Joe a vendu des investissements infructueux que Louis et Lenny ont dû rembourser, créant un vide financier qu'ils ont comblé par l'escroquerie. Joe réalise que sa mère lui ment depuis trop longtemps et la chasse de sa vie.
Patty fait arrêter Jill pour relations sexuelles avec mineur, preuves à l'appui. Dans la soirée, elle reçoit la visite de Marilyn Tobin, qui essaie de se faire condamner à la place de son fils, mais Patty refuse cette offre. Cependant, Patty réfléchit et conseille à la grande surprise de Tom et Ellen d'abandonner l'accord. Tom refuse, et Ellen le suit.
Alors que Tom s'apprête à partir avec l'argent de l'appartement, il reçoit la visite de DiFalco, l'avocat de Zedeck, qui le menace pour lui faire avouer où se trouve Winstone. Quand Ellen vient pour prendre le sac, Winstone est en bas et remet le sac à main d'Ellen, qu'il avait volé la veille, dans sa voiture ; juste après, Barry, le S.D.F., vole à nouveau le sac. Quand Ellen quitte l'appartement, DiFalco poignarde Tom. Winstone arrive avec un revolver et tire, mais DiFalco parvient à étrangler Lenny avant que Tom ne prenne une clé anglaise et ne frappe DiFalco.
Quand Ellen se rend à l'appartement de Patty, elle y trouve Michael. À la suite d'un imbroglio, Michael lui vole la voiture et provoque l'accident avec Patty, qui l'a vu mais ne dira rien à l'agent Huntley.
Tom quitte l'appartement blessé et rentre chez lui, non sans téléphoner sur la route et envoyer Barry faire le ménage derrière lui ; il ignore que Winstone est toujours en vie. Quand il arrive chez lui, Tom y trouve Joe Tobin, saoul, et se bat avec lui, mais Joe prend le dessus et le noie dans la cuvette des toilettes. Joe décide peu après de cacher le corps dans la benne, alors que sa mère, saoule également, se jette d'un pont dans l'East River.
Finalement, on apprend que Patty a laissé son message téléphonique hystérique sur le répondeur d'Ellen, en plein interrogatoire. Mais un appel de Winstone lui permet de retrouver l'enveloppe avec les preuves contre les Tobin : Lenny Winstone l'avait glissé dans son sac à main, mais Barry l'y a prise et l'a conservée. Après une discussion non enregistrée, Joe Tobin finit par avouer le meurtre de Tom Shayes, après avoir appris que sa mère était morte et qu'il était le père de Tessa. Lenny Winstone disparait, non sans avoir détourné une partie des fonds détournés par les Tobin.